# Région du Centre (Ghana)
Pour les articles homonymes, voir Centre.
La région du Centre est l'une des dix régions du Ghana.

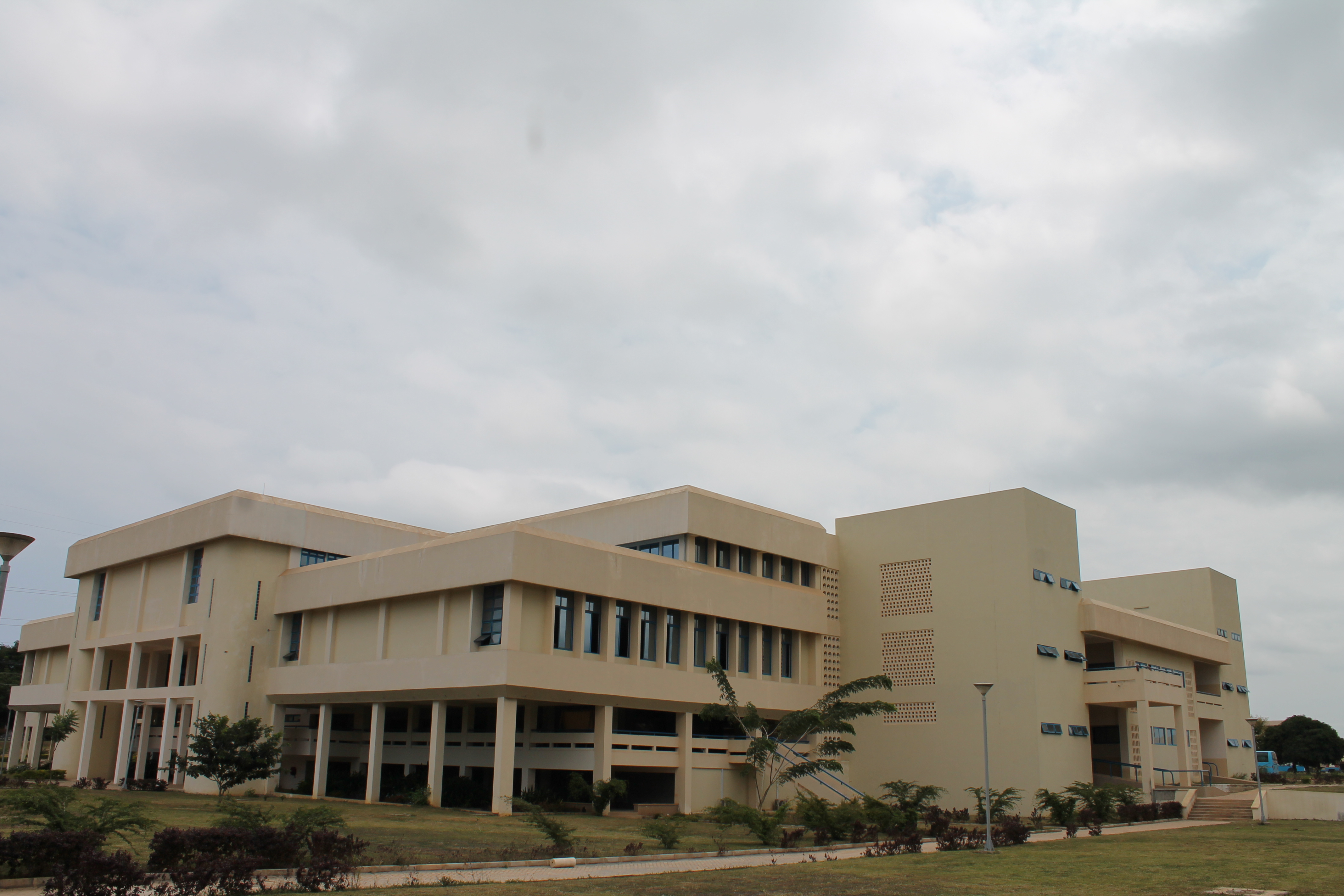
Bâtiment du théâtre de conférences de la faculté d'éducation de l'université de Cape Coast

## Géographie
La région du Centre se trouve au sud du pays. Bordée par l'océan Atlantique au sud, elle est limitrophe des régions Occidentale à l'ouest, d'Ashanti et Orientale au nord, et du Grand Accra à l'est.

## Districts
La région du Centre est divisée en 13 districts :
- Abura/Asebu/Kwamankese
- Agona
- Ajumako/Enyan/Essiam
- Asikuma/Odoben/Brakwa
- Assin Nord
- Assin Sud
- Awutu/Effutu/Senya
- Cape Coast
- Gomoa
- Komenda/Edina/Eguafo/Abirem
- Mfantsiman
- Twifo-Heman-Bas Denkyira
- Haut Denkira